# Rhâââ Lovely Festival
Le Rhâââ Lovely Festival était un festival indie belge.
Consacré principalement au post-rock. Il s'est déroulé annuellement en avril, à Cortil-Wodon et à Hingeon (éditions 2001 et 2002), villages ruraux près de Namur dans la commune de Fernelmont, entre 2000 et 2008. Une association sans but lucratif, composée de volontaires, organisait l'événement dans les locaux d'une école primaire.
À une lettre près, le nom de ce festival est une référence à la bande dessinée Rhââ Lovely du dessinateur Gotlib.

## Objectif
Le but premier du Rhâââ Lovely Festival était d'offrir une affiche de qualité, pour un prix d'entrée le plus bas possible, dans le but de permettre un accès au plus grand nombre. Plusieurs groupes réputés, comme Piano Magic, 31knots, Deerhoof, Hood, Matt Elliott, The Durutti Column, The Shipping News, Migala, Tarentel, Hangedup, Explosions in the Sky, Tristeza, ont foulé la scène du festival, devant un public de généralement huit cents personnes.
Afin de rester totalement indépendant, tant financièrement qu'idéologiquement, le festival rejetait le sponsoring privé et toute collaboration avec Clear Channel Entertainment (Live Nation). De même, les boissons et la nourriture servies au festival étaient exclusivement issues du commerce équitable.

## Éditions

### 2000
I Love Plane, De.portables, Calc et JF Muck.

### 2001
Laila Kwyne, Lecitone, Quiet, Sweek, Electro:lux, Patton et My Own.

### 2002
Chuck Norris, San Remo, Some Tweetlove, Tiger Fernandez, Cheval De Frise, Starfield Season, Zythum, The Redneck Manifesto et Tristeza.

### 2003
A December Lake, Sweek, Toboggan, Vandal X, Manta Ray, Peach Pit, Below The Sea, Tarentel et Hangedup.

### 2004
Raymondo, Some Tweetlove, Arca, Souvaris, Berg Sans Nipple, Explosions in the Sky, Migala, The Shipping News, T.I.F. et une scène Carte Postale Records.

### 2005
Amnesia, Tomàn, Red Sparowes, Milgram, Dreamend, The Durutti Column, Hood, K-Branding, Loobke, Half Asleep, Millimetrik, Squares On Both Sides, Manyfingers, Stafrænn Håkon et Matt Elliott.

### 2006
31knots, 65daysofstatic, Absinthe (provisoire), Charlottefield, Deerhoof, Dolph Lundgren, Grails, I Love Sarah, Piano Magic, Picastro, Stinky Squirrels, This Is Your Captain Speaking et VO.

### 2007
A Whisper In The Noise, Arnaud Michniak, Audrey, Bracken, Crippled Black Phoenix, Frank Shinobi, K-Branding, The Matt Elliott Foundation - dj set, Milenasong, Part Chimp, Pelican, Pentark, Rothko et Yndi Halda.

### 2008
Cupp Cave (B), Graffen Völder (B), Rockettothesky (NOR), El Dinah (B), Rien (F), The Stinky Squirrels (B), Mutiny On The Bounty (LUX), The CJ Boyd Sexxxtet (US), Sleeping People (US), This Will Destroy You (US), Enablers (US), Dead Meadow (US), Magyar Posse (FIN) and Youthmovies (UK).